# Newton (Lincolnshire)
Newton – osada w Anglii, w hrabstwie Lincolnshire. Leży 36 km na południe od Lincoln i 158 km na północ od Londynu.